# Ï (латиница)
Ï, ï (I с диерезисом/I с умлаутом) — буква расширенной латиницы.
Встречается во французском, итальянском, нидерландском, каталанском и (в виде исключений) английском. В украинском языке,  русинском языке используется аналогичная буква кириллицы.
В французском, итальянском, нидерландском, каталанском и английском написание Ï означает, что буква I читается сама по себе, не образуя диграфа или дифтонга с соседними буквами, например, англ. naïve, фр. naïf, итал. naïf — наивный, простой — не образует дифтонга с «а».